# 생폴섬

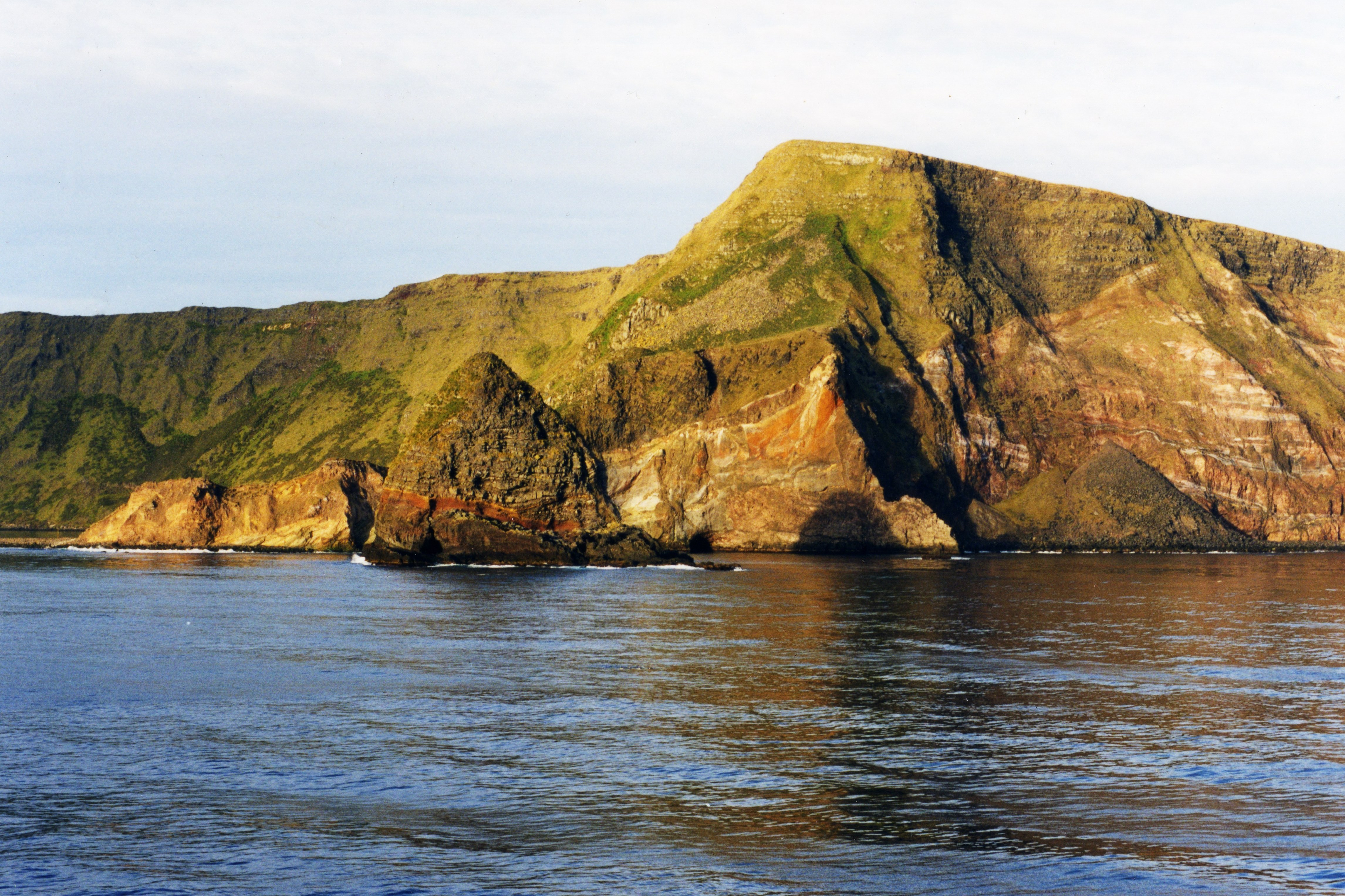

생폴섬(Île Saint-Paul)은 프랑스령 남부와 남극 지역의 일부를 이루는 인도양에 있는 섬으로, 면적 6km2이다. 암스테르담섬의 약 85km 남쪽에 위치한다. 화산섬이며, 분화구는 1780년에 붕괴, 바닷물이 유입되었다. 칼데라의 높이는 270m이다.

## 같이 보기
- 프랑스의 행정 구역
- 온대 초원·사바나·관목지